# Buga Marija Šimić
Buga Marija Šimić (Zagreb, 3. prosinca 1993.) je hrvatska kazališna i filmska glumica.

## Filmografija

### Televizijske uloge
- "San snova" kao Lana Bubalo (2023.)

### Filmske uloge
- "Neka ostane među nama" kao Maja (2010.)
- "Duh u močvari" kao Aranka (2006.)
- "Ispod crte" kao Klara Požgaj (2003.)

### Sinkronizacija
- "Juraj i hrabri vitezovi" (2013.)
- "Astro Boy" kao Cora (2009.)
- "Koralina i tajna ogledala" kao Koralina Jones (2009.)
- "Neobična zubić vila" kao Lucija (2008.)
- "Obitelj Robinson" kao Mlada Freni (2007.)
- "Charlotteina mreža" kao Klara (2007.)
- "Vremenske svjetiljke tajanstvenog otoka" kao Siba (2006.)
- "Avanture Sharkboya i Lavagirl" kao Lavagirl

## Vanjske poveznice
- Buga Marija Šimić u internetskoj bazi filmova IMDb-u (engl.)
- Stranica na mala-scena.hr  Arhivirana inačica izvorne stranice od 25. siječnja 2010. (Wayback Machine)